# Mine de l'Étoile
 (mars 2025).
La mine de l'Étoile - aussi appelée l’étoile du Congo - est une mine à ciel ouvert de cuivre située près de la ville de Lubumbashi dans la province de Katanga en République démocratique du Congo (RDC). Elle appartient à 95 % à Shalina Resources et à 5 % au gouvernement de la RDC.
Le projet comprend aussi la mine de Ruashi, l'usine de concentration de minerai des mines de Ruashi ainsi qu'une usine de traitement moderne par extraction électrolytique par solvant (SX-EW).